# نظیرپور
نظیرپور (به انگلیسی: Nazirpur) یک منطقهٔ مسکونی در هند است که در Raiganj community development block واقع شده‌است. نظیرپور ۳٬۸۰۷ نفر جمعیت دارد.